# Vera de Moncayo (kommunhuvudort)
Vera de Moncayo är en kommunhuvudort i Spanien.   Den ligger i provinsen Provincia de Zaragoza och regionen Aragonien, i den nordöstra delen av landet, 230 km nordost om huvudstaden Madrid. Vera de Moncayo ligger 633 meter över havet och antalet invånare är 419.
Terrängen runt Vera de Moncayo är huvudsakligen kuperad, men den allra närmaste omgivningen är platt. Trakten runt Vera de Moncayo är nära nog obefolkad, med mindre än två invånare per kvadratkilometer. Närmaste större samhälle är Tarazona, 9,5 km norr om Vera de Moncayo. 